# Semyon Pavlovich Ivanov
Semion Pavlovich Ivanov (tiếng Nga: Семён Павлович Иванов; 13 tháng 9 năm 1907 - 26 tháng 9 năm 1993) là một tướng lĩnh Liên Xô.

## Tiểu sử

### Thiếu thời
Ivanov sinh ra trong một gia đình nông dân. Ông bắt đầu làm việc trong công việc bảo trì đường sắt từ năm 12 tuổi, đồng thời tiếp tục học trong thời gian rảnh rỗi. Ông tình nguyện vào Hồng quân năm 1926 và được gửi đến Trường Bộ binh 1 ở Moskva. Sau khi tốt nghiệp năm 1929, ông được trao quyền chỉ huy một trung đội thuộc Sư đoàn 16 Bộ binh. Ông gia nhập Đảng Bolshevik trong cùng năm.
Năm 1936, Ivanov được gửi đến Học viện Quân sự Frunze. Sau khi tốt nghiệp 3 năm sau đó, ông được bổ nhiệm về Quân khu Ural với tư cách là trợ tý tác chiến. Trong Chiến tranh Xô - Phần, ông giữ chức vụ tham mưu trưởng Quân đoàn bộ binh 1 thuộc Tập đoàn quân 8.

### Chiến tranh Vệ quốc vĩ đại
Ngay sau khi Chiến tranh Vệ quốc vĩ đại nổ ra ngày 22 tháng 6 năm 1941, Đại tá Ivanov được bổ nhiệm làm Trưởng ban tác chiến của Tập đoàn quân 13 và tham gia trận Białystok–Minsk. Tháng 12, ông được bổ nhiệm làm tham mưu trưởng Tập đoàn quân 38 thuộc Phương diện quân Tây Nam. Tháng 7 năm 1942, ông được bổ nhiệm giữ chức vụ tại Tập đoàn quân xe tăng 1, và sau đó là Tập đoàn quân cận vệ 1. Ông được thăng quân hàm Thiếu tướng và được bổ nhiệm làm Chủ nhiệm tác chiến của Phương diện quân Tây Nam vào ngày 14 tháng 10, và tham gia trận Stalingrad.
Tháng 12, ông được thăng chức Tham mưu trưởng phương diện quân. Ngày 19 tháng 1 năm 1943, ông được thăng cấp Trung tướng. Khi Phương diện quân Tây Nam được cải tổ thành Phương diện quân Voronezh, Ivanov vẫn giữ chức vụ của mình dưới quyền tướng Nikolay Vatutin và tham gia trận Vòng cung Kursk. Khi Phương diện quân Ukraina 1 được thành lập từ lực lượng của phương diện quân Voronezh, ông vẫn là tham mưu trưởng của nó.
Ngày 11 tháng 11 năm 1943, Ivanov bị miễn nhiệm chức vụ sau khi đưa ra hai báo cáo trái ngược nhau cho Moskva về tình hình quân sự ở Fastiv Raion, mà không nhận thấy rằng ông đã gửi dữ liệu về cùng một khu vực trong cả hai lần. Ông bị điều về làm Tham mưu trưởng Phương diện quân Zakavkaz. Vào tháng 10 năm 1944, ông được phân công giữ chức vụ tương tự tại Phương diện quân Ukraina 3, tham gia chiến đấu gần Budapest. Ông vẫn giữ chức vụ này cho đến khi kết thúc chiến tranh với Đức, và được thăng cấp Thượng tướng vào ngày 19 tháng 4 năm 1945. Sau đó, ông tham gia Cuộc diễu binh Chiến thắng Moskva 1945.
Cuối tháng 6, Ivanov được chuyển đến Bộ Tư lệnh Viễn Đông, giữ chức vụ tham mưu trưởng cho Nguyên soái Aleksandr Vasilevsky trong Chiến tranh Xô-Nhật. Vì vai trò của mình trong việc lập kế hoạch hoạt động, ông đã được phong tặng danh hiệu Anh hùng Liên Xô vào ngày 8 tháng 9 năm 1945.

### Những năm sau chiến tranh
Ivanov từng giữ nhiều chức vụ tham mưu trưởng trong quân đội Liên Xô: Quân khu Belorussia (tháng 3 năm 1946 - tháng 11 năm 1948), Cụm binh đoàn Liên Xô tại Đức (tháng 11 năm 1948 - tháng 6 năm 1952), Quân khu Odessa (1952–1953), Quân khu Moskva (1953 - 4/1956) và Quân khu Kiev (4/1956 - 9/1959).
Tháng 9 năm 1959, Ivanov trở thành Cục trưởng Tác chiến của Quân đội Liên Xô và là phó cho Tổng tham mưu trưởng Lục quân, Nguyên soái Vasily Sokolovsky. Với vai trò này, ông đã tham gia vào Chiến dịch Anadyr và Cuộc khủng hoảng tên lửa Cuba. Trong thời gian sau đó, ông ở lại Điện Kremlin và trợ giúp nhà lãnh đạo Liên Xô, Nikita Khrushchev.
Năm 1963, khi một thuộc cấp của ông là Đại tá Oleg Penkovsky bị bắt, Ivanov bị quy kết trách nhiệm đã phạm tội cẩu thả trong công việc; Khrushchev đã viết trong hồi ký của mình rằng ông không nhớ lại chính xác hành động, nhưng nó có thể đã kết thúc trong một nguy cơ an ninh. Ivanov bị cách chức và được cử đến chỉ huy Quân khu Siberia xa xôi, nơi ông ở lại cho đến năm 1968.
Ngày 19 tháng 2 năm 1968, Ivanov được thăng quân hàm Đại tướng, và đến tháng 5, ông trở thành chỉ huy Học viện Voroshilov. Ông nghỉ hưu từ Ltháng 2 năm 1973, nhưng vẫn giữ chức vụ thanh tra Bộ Quốc phòng cho đến năm 1992.

## Danh hiệu và giải thưởng
- "Sao vàng" Anh hùng Liên Xô № 7775
- Ba Huân chương Lenin (ngày 19 tháng 1 năm 1943, ngày 9 tháng 8 năm 1945, ngày 28 tháng 8 năm 1987)
- Huân chương Cách mạng Tháng Mười (30 tháng 8 năm 1977)
- Huân chương Cờ đỏ, 6 lần (1940, 27 tháng 3 năm 1943,..., 22 tháng 2 năm 1968)
- Huân chương Suvorov, hạng 1 (4 tháng 4 năm 1945)
- Huân chương Kutuzov, hạng 1 (29 tháng 6 năm 1945)
- Huân chương Chiến tranh Vệ quốc hạng 1 (11 tháng 3 năm 1985)
- Huân chương Cờ đỏ Lao động (30 tháng 8 năm 1967)
- Huân chương Sao Đỏ (30 tháng 4 năm 1975)

## Lược sử quân hàm
- Đại tá (ngày 13 tháng 01 năm 1942);
- Thiếu tướng (ngày 14 tháng 10 năm 1942);
- Trung tướng (ngày 19 tháng 01 năm 1943);
- Thượng tướng (ngày 19 tháng 04 năm 1945);
- Đại tướng (ngày 19 tháng 02 năm 1968).